# Public TV
Public TV – czeska stacja telewizyjna. Przez 24 godziny na dobę nadaje programy informacyjno-sprawozdawcze, poradnikowe oraz także filmy.
Kanał jest niekodowany w ramach DVB-T, z wyjątkiem filmów kodowanych w systemie Cryptoworks. Dostępny jest w Pradze i w środkowej części Czech. Od 7 lipca 2008 r. sygnał dostępny jest także w Brnie, Ostrawie i Pilźnie.